# Richard Martin
Richard Martin (Otterton, 1570 – Londra, 31 ottobre 1618) è stato un politico inglese noto soprattutto per essersi occupato della colonizzazione inglese del Nordamerica e per essere stato amico di Ben Jonson.
Difese quest'ultimo nel 1602 dal Lord Chief Justice John Popham a seguito di una controversia nata attorno a The Poetaster. Lo stesso Jonson lo ringrazia nell'edizione del 1616 dell'opera.
Fu eletto "Recorder" (cioè "Consigliere") delle Corporazione della Città di Londra da Giacomo I d'Inghilterra nel 1618, ma morì - a causa dell'alcolismo o del vaiolo, a seconda della fonti - poco dopo.

## Biografia
Studiò all'Università di Oxford, poi (dal 1587) al Middle Temple (una delle Inns of Court londinesi dell'Età elisabettiana).
Frequentò gli intellettuali della Mermaid Tavern che facevano capo a Ben Jonson e fu forse coautore dell'irriverente libello politico The Parliament Fart. Nel 1596 il poeta John Davies gli dedicò la raccolta di versi Orchestra, or a Poeme of Dauncing. Nel 1598 fu incarcerato nella Torre di Londra per aver picchiato lo stesso Davies, col quale si scusò pubblicamente nel 1601.
Quello stesso anno (1601), divenne parlamentare per Barnstaple, nel Devon.
Morta Elisabetta (1603), grazie alle proprie brillanti doti oratorie, fu scelto dagli Sceriffi di Londra e del Middlesex per dare il benvenuto a Londra al nuovo Re, Giacomo, in occasione della sua Royal Entry. Nel discorso che tenne, Martin ricordava al Re la vastità dei suoi nuovi possedimenti e lo avvertiva della pericolosità della pirateria.
Divenne quindi parlamentare per Christchurch (1604-1611) e successivamente (1612) Consigliere della Virginia Company, che si occupava della colonizzazione inglese del Nordamerica. Già nel 1611 s'interessò alla colonizzazione delle Bermuda ("Somers Isles") e arrivò ad essere, nel 1615, tra i soci fondatori della Somers Isles Company. Nel 1614 tenne un discorso, in qualità di avvocato, dinanzi all'Addled Parliament (il secondo Parlamento inglese sotto Giacomo) in difesa della Colonia della Virginia.
Alla morte di Anthony Benn (29 settembre 1618), lo stesso Re Giacomo lo raccomandò alla Città di Londra perché fosse eletto consigliere del Lord sindaco. Tuttavia, morì a sua volta di lì a poco: secondo John Aubrey, le cause dalle sua scomparsa vanno ricercate "in un eccesso di simposio con gli amici", ossia nell'aver ecceduto col bere. Fu sepolto presso la Chiesa del Tempio.

## Eredità
Quando nel 1617 i forzieri della Virginia Company si furono definitivamente prosciugati, la colonizzazione fu affidata a società di avventurieri privati. Una di queste fu chiamata "Society of Martin's Hundred" in onore di Richard Martin.